# 千葉恵佑
千葉 恵佑（ちば けいすけ、1989年11月5日 - ）は、日本の俳優。Fis blockのメンバー。俳優として舞台やドラマに出演している。代表作品に『ごくせん』などがある。

## プロフィール
- 出身地:埼玉県志木市
- 身長:182cm
- 特技:ダンス・下唇を高速で動かす。
- 趣味:バイク・スニーカー

## 人物
- 猫が好き。実家で2匹を飼育（ジジ、モモ、はんぺん、ひじき）
- 愛車はホンダ・フォルツァ／スズキ・イントルーダークラシック400／ハーレーダビッドソン XL883N
- JEWEL DANCE STUDIO（通称：JDS）でレッスンを行っている。

## 来歴
- 小学生の頃よりジャズダンス、ヒップホップダンスを習い始める。
- 2007年より俳優活動を開始。
- 2010年〜Fis blockとして活動していたが、2014年に4月に一度脱退し、
- 2015年、演劇ユニットひるくらいむノ快車(ヒルクライムノカイシャ)を立ち上げる。
- 2016年、Fis blockに再加入。
- 2018年、Fis block 活動休止。現在俳優として活動中。
- 2020年、自身のファンクラブ「恵佑會」オープン。
- 2021年、演劇「チハマオート」を立ち上げる。

## 主な出演作品

### テレビドラマ・映画
- ごくせん 第3シリーズ（斉藤恵佑役）
- ごくせん THE MOVIE
- ごくせん 卒業スペシャル'09 ヤンクミ最後の卒業式!
- 憐 Ren（久保井和彦役）
- 妄想少女オタク系（吉村利雄役）

### 舞台
- 劇団☆新感線 ロックオペラ 「THE WHO TOMMY」
- エンターテイメントステージ 「TAXI」
- ミュージカル 「Kiddy2004」
- 青山ねりもの協会 「大鏡」
- 劇団CASSETTE 「示導動機」
- 劇団ひるくらいむノ快車
  - 「ハンザシ」
  - 「パノラマドーナツ」
  - 「ジョンとジョー」
  - 「屋根にふりつむ・・・」
- 劇団820製作所
  - 「悲しみ」
  - 「せーの〜わたしのいない場所で篇〜」
  - 「幽霊」
  - 「一軒の家・一本の樹・一人の息子」
  - 「マッチ売りの少女」
  - 「Hamlet」
  - 「東京の街が夢見る」リーディング公演・福岡公演(ちはやホール)・神奈川公演(神奈川芸術劇場KAAT)
- 青山ねりもの協会「遠野物語」
- 劇団TypeII「コント祭り2015」
- J.U.N.主催「Dance to Connect 2-second-」
- 利賀演劇人コンクール参加。劇団820製作所「Hamlet」
- Cleio「Dragon's Heaven 怒涛篇」
- FFAC企画コンペティション参加。劇団820製作所「春独丸」最優秀作品賞・観客賞受賞
- 利賀演劇人コンクール参加。820製作所「弱法師」
- 劇団TypeⅡ 第10回公演 「メモリークラウド・シンドローム」
- theater 045 syndicate ×劇団820製作所合同公演「フェアウェル、ミスター・チャーリー」
- サスケ×type2特別公演「青いベンチ〜最期に送る歌〜」
- 2.5次元ダンスライブ「S.Q.S（スケアステージ）」
  - BLAZING & FREEZING」
  - Episode 4「TSUKINO EMPIRE2 -Beginning of the World-」
- ミラクル☆ステージ「サンリオ男子」〜ハーモニーの魔法〜
- ミュージカル「刀剣乱舞」
  - 〜静かの海のパライソ〜
  - 〜幕末天狼傳〜2020
  - ー東京心覚ー
  - ～静かの海のパライソ～2021
  - 鶴丸国永 大倶利伽羅 双騎出陣 ～春風桃李巵～
  - 陸奥一蓮[1]
  - 坂龍飛騰[2]
- チハマオート旗揚げ公演『カガミマエ・ブルース』
- かながわネクスト『フェアウェル、ミスター・チャーリー』
- ミュージカル『黒執事』〜寄宿学校の秘密 2024〜[3]
- 劇団☆新感線『爆烈忠臣蔵〜桜吹雪 THUNDERSTRUCK』[4]

### モデル
- ファッション誌「メンズストリート」
- ファッション誌「ザ・カバー・フォー・スターズ」
- FORTUNE ISLAND ブランドモデル

### その他
- 矢沢永吉前座合唱
- SweepLIVE DANCER
- アンジェリカLIVE DANCER
- Sherry「First one」PV DANCER
- 伊沢麻美「FLY AWAY」PV DANCER